# Sławomir Kowalewski (baryton)
Sławomir Kowalewski (ur. 25 maja 1988 w Krakowie) – polski śpiewak operowy (baryton).

## Życiorys
W Krakowie ukończył PSM II st. im. W. Żeleńskiego w klasie śpiewu dr. Jacka Ozimkowskiego (2009), Uniwersytet Jagielloński na Wydziale Ekonomii i Zarządzania (2011) oraz Akademię Muzyczną im. F. Nowowiejskiego w Bydgoszczy na Wydziale Wokalno-Aktorskim w klasie śpiewu doc. Macieja Witkiewicza (2016), gdzie uzyskał dyplom z wyróżnieniem. W 2013 otrzymał stypendium Ministra Nauki i Szkolnictwa Wyższego za wybitne osiągnięcia w dziedzinie artystycznej.
Jest laureatem wielu nagród na konkursach międzynarodowych, takich jak: 
- Grand Prix oraz Nagroda Specjalna na X Międzynarodowym Konkursie Sztuki Wokalnej Złote Głosy w Warszawie (2015),
- II nagroda na Międzynarodowym Konkursie Wokalnym im. Giulio Perottiego w Ueckermünde w Niemczech (2015),
- II nagroda na konkursie Jakub Pustina Internationtal Vocal Competition w Jihlavie w Czechach(2016),
- Teatralna Nagroda Muzyczna im. Jana Kiepury w kategorii Najlepszy Debiut w roku 2016 za role Rodriga Posy w spektaklu operowy Don Carlos G. Verdiego zrealizowanym w ramach XXIII Bydgoskiego Festiwalu Operowego w Operze Nova w Bydgoszczy,
- Wyróżnienie oraz Nagroda Dyrektora Opery Śląskiej w Bytomiu na VII Międzynarodowym Konkursie Sztuki Wokalnej im. Ady Sari w Nowym Sączu (2017),
- I nagroda oraz Nagroda Specjalna na III Międzynarodowym Konkursie „Zinka Milanov” w Rijece, Chorwacja (2018),
- I nagroda, Nagroda Filharmonii Zabrzańskiej oraz Nagroda Filharmonii Zielonogórskiej na V Ogólnopolskim Konkursie Wokalnym im. Krystyny Jamroz w Busku-Zdroju (2019),
- W 2015 roku kreował postać tytułową w operze Eugeniusz Oniegin Piotra Czajkowskiego, którą zaprezentował na festiwalu Operowe Forum Młodych w Bydgoszczy, a za którą przyznano mu III nagrodę w konkursie na Najciekawszą Osobowość Artystyczną OFM 2015.

Od roku 2016 rozpoczął współpracę z Operą Nova w Bydgoszczy, gdzie zadebiutował rolą Markiza Posy w operze Don Carlos G. Verdiego – za tę kreację odebrał w 2017 Teatralną Nagrodę Muzyczną im. Jana Kiepury w kategorii „najlepszy debiut operowy". Od sezonu 2016/2017 rozpoczął pracę jako śpiewak-solista na scenie Opery Nova.
Kowalewski koncertował m.in. z takimi zespołami, jak Orkiestra Symfoniczna Filharmonii Pomorskiej, Orkiestra Symfoników Bydgoskich Marka Czekały, Orkiestra Filharmonii Sinfonia Baltica, Orkiestra Kameralna Capella Bydgostiensis, Orkiestra Opery Krakowskiej, Orkiestra Opery Bałtyckiej. Występował pod batutą takich dyrygentów, jak Piotr Wajrak, Maciej Figas, Wojciech Rajski, Jerzy Wołosiuk, Tadeusz Karolak, Kai Bumann, Damian Borowicz, Jerzy Swoboda, Tomasz Tokarczyk, Rudolf Tiersch, czy też Bohdan Jarmołowicz.  
W marcu 2019 roku, zadebiutował w tytułowej roli Figara, w Cyruliku Sewilskim w Operze Krakowskiej w reżyserii Jerzego Stuhra.  
Jego repertuar obejmuje pieśni epoki romantyzmu, neoromantyzmu oraz impresjonizmu, a także kompozycje oratoryjno-kantatowe epoki baroku, klasycyzmu oraz romantyzmu. 
W swoim dorobku ma partie barytonowe m.in. w takich operach, jak: 
- Xerxes (Arsamenes) i Agrippina (Pallante) Georga Friedricha Händla;
- Die Zauberflöte (Papageno) i Le nozze di Figaro (Figaro, Hrabia Almaviva) Wolfganga Amadeusza Mozarta;
- Il Barbiere di Siviglia (Figaro) Gioachina Rossiniego;
- Don Carlos (Markiz Rodrigo Posa), Falstaff (Ford), Rigoletto (Marullo) Giuseppe Verdiego;
- Carmen (Morales i Le Dancaïre) Georges′a Bizeta;
- I Pagliacci (Silvio i Tonio) Ruggero Leoncavalla;
- La Bohèm (Marcello) Giacoma Pucciniego;
- Madame Butterfly (Sharpless) Giacomo Pucciniego.

W 2016 roku Tygodnik „Przegląd” w artykule pt. „Stąd do Nowego Jorku” umieścił Sławomira Kowalewskiego na 9 pozycji w Rankingu Polskich Barytonów pośród takich śpiewaków, jak Mariusz Kwiecień, Andrzej Dobber czy też Artur Ruciński.

## Źródła
- Życiorys na stronach Opery Nova. opera.bydgoszcz.pl. [zarchiwizowane z tego adresu (2017-08-25)].
- Ranking polskich barytonów wg Tygodnika Przegląd